# Буффе, Юг-Дезире-Мари
Юг-Дезире-Мари Буффе (фр. Hugues-Désiré-Marie Bouffé; 4 сентября 1800, former 7th arrondissement of Paris — 1888[…] или 27 октября 1888, Париж) — французский актёр, который играл в основном в комедиях и драматических водевилях.

## Биография
Юг-Дезире-Мари Буффе родился 4 сентября 1800 года в Париже.
В молодости его заставляли учиться ювелирному ремеслу, от которого он постоянно убегал в кулисы театра, где отец его работал декоратором.

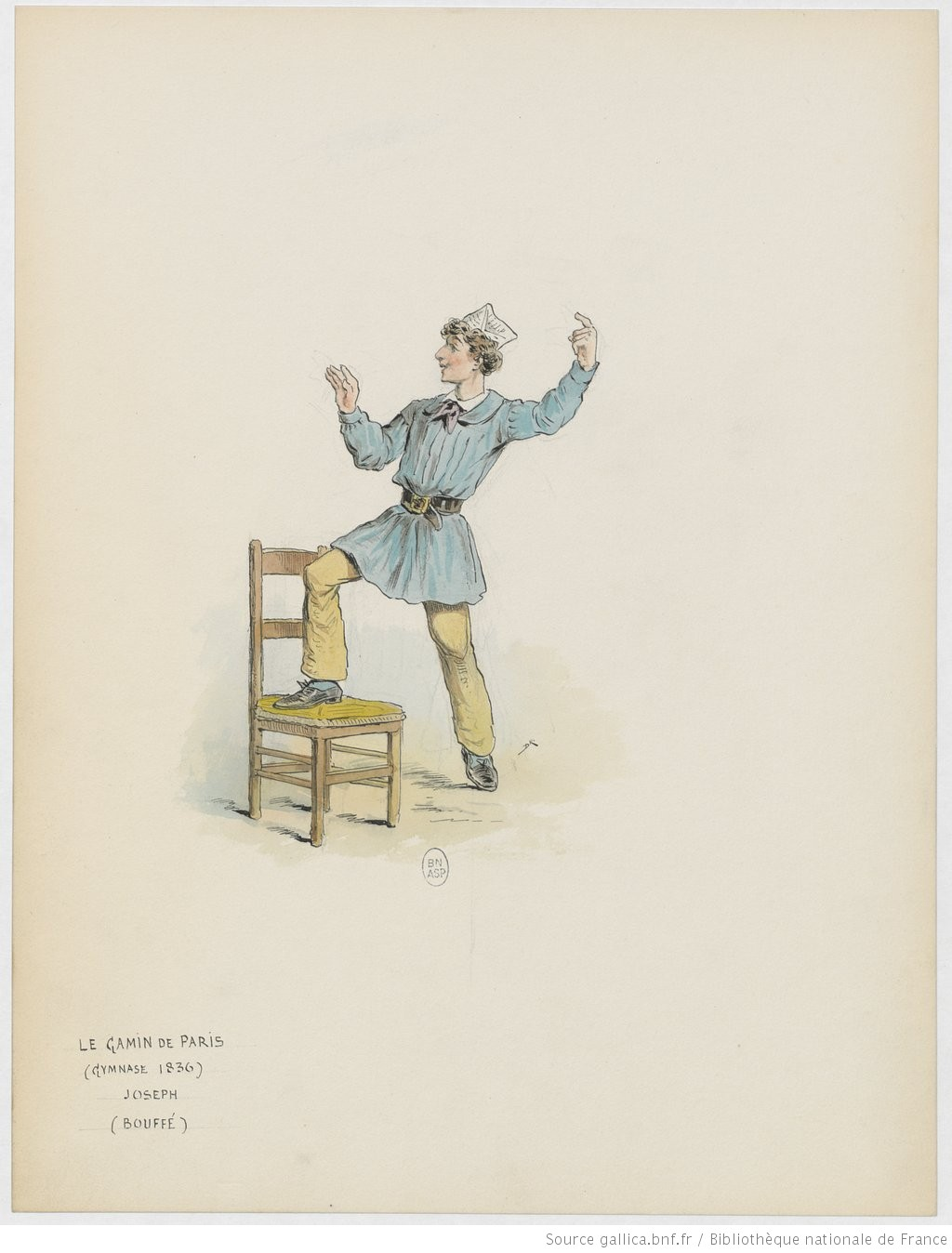
Шарж на Буффе

Он дебютировал на сцене в 1822 году и с тех пор с огромным успехом создал целый ряд комических ролей в театрах «Nouveautés», «Gymnase», «Varietés» и др. Буффе был по-настоящему юмористическим характерным актёром, который создавал настоящие портретные рисунки всех классов и возрастов и умел смешивать комизм с эмоциональным, серьёзным и даже шокирующим с тонким тактом. Как в более поздние годы он просиял своим изображением уличного мальчика из Парижа, так и в юности он уже мастерски изображал юмористических стариков. Небольшого роста, с не очень сильным голосом, беспокойным и дрожащим в движениях, его мимика искажалась нервным морганием глаз, он знал, как добиться на сцене такого великолепного эффекта, что какое-то время считался одним из самых талантливых актёров во Франции.
Он оставил сцену в 1864 году из-за расстройства трахеи, что практически не давало возможности произносить реплики.
Юг-Дезире-Мари Буффе умер 27 октября 1888 года в родном городе.
Его дочь Полин Буффе (1837—1924) стала скульптором.